# FIFA 20
FIFA 20 è un videogioco di calcio, sviluppato da EA Sports, disponibile per PlayStation 4, Xbox One, Microsoft Windows  e Nintendo Switch. Il suo testimonial ufficiale è Eden Hazard.

## Modalità di gioco
Le modifiche al gameplay sono state apportate principalmente sotto forma di una nuova funzionalità intitolata Volta Football. La modalità, che significa ritorno in portoghese, è una rinascita della versione Street dei capitoli FIFA, fornendo una variazione sul tradizionale gameplay 11v11.
È impostato per includere la possibilità di giocare a 3v3 Rush (No GK), 4v4, 4v4 Rush, 5v5 e modalità futsal professionali. Utilizzando lo stesso motore, il gioco pone l'accento sull'abilità e sul gioco indipendente, piuttosto che sul gioco tattico o di squadra. Il giocatore è anche in grado di personalizzare il proprio giocatore; oltre a selezionare il genere, i giocatori avranno anche una vasta gamma di vestiti e accessori tra cui scegliere, dalle scarpe e vestiti ai cappelli e ai tatuaggi. Volta Football avrà anche una trama in stile "The Journey", che può essere giocata con il personaggio del giocatore.
Anche la modalità 11v11 tradizionale è cambiata, al fine di incoraggiare più 1-contro-1, la creazione di spazio fuori dalla sfera, così come nuove meccaniche delle punizioni e dei rigori. Sono stati inclusi anche gli aggiornamenti alla fisica della palla.
La modalità carriera si aggiorna con le Interviste interattive con le scelte in stile The Journey, il potenziale dinamico dei giocatori, la personalizzazione delľallenatore e altre aggiunte.
Confermata la modalità Ultimate Team che sarà supportata dalla Web App ufficiale di FIFA 20, quest'ultima disponibile a partire dal 18 Settembre 2019.

## Versioni
Anche se le versioni Xbox One, PS4 e PC hanno tutte le nuove funzionalità, la versione per Nintendo Switch è invece un'edizione Legacy, con kit aggiornati, elenchi e aggiornamenti minori ma priva della nuova modalità Volta Football o di una qualsiasi delle altre nuove caratteristiche.
FIFA 20 non è stato distribuito su Xbox 360 e PlayStation 3, rendendo FIFA 19 il gioco finale della serie ad uscire su quelle piattaforme.

### Licenze
A seguito di un accordo in esclusiva tra Juventus e Konami, la squadra è presente in FIFA 20 con il nome di Piemonte Calcio, mentre sempre in seguito ad un accordo fra Konami e le due squadre argentine del River Plate e del Boca Juniors, i club prendono rispettivamente i nomi di Nuñez e Buenos Aires
Ad agosto 2019, Electronic Arts annuncia una partnership con il club emiratino dell'Al-Ain. La squadra, che tra l'altro è la più affermata del Golfo Persico e dell'Asia, è stata aggiunta alle seguenti ampie richieste dei fan della regione. Inoltre, per la prima volta, è stata introdotta la Liga I, la massima serie del campionato rumeno.
A seguito di un aggiornamento, il 3 marzo 2020 il gioco ha introdotto la novità della Copa Libertadores, dando così ai giocatori la possibilità di giocare la suddetta competizione in tutte le modalità del gioco. Inoltre, grazie a questo update, sono state apportate altre modifiche come, ad esempio, diverse licenze di squadre del massimo campionato argentino e brasiliano, nuovi stadi e numerosi aggiornamenti dei volti di altrettanti giocatori.

## Caratteristiche

### Icone
Come nel precedente capitolo sarà presente il sistema delle Icone con nuove aggiunte tra cui Andrea Pirlo, Ian Wright, John Charles Barnes, Carlos Alberto Torres, Ronald Koeman, Didier Drogba, Zinédine Zidane, Ian Rush, Kaká, Michael Essien, Gianluca Zambrotta, Hugo Sánchez, Kenny Dalglish, Mané Garrincha, Josep Guardiola, Juan Román Riquelme, mentre sul box sono illustrati Eden Hazard, Virgil van Dijk, Jadon Sancho e Vinicius Jr..

### Stadi
In FIFA 20 sono presenti 90 stadi con licenza da 14 paesi e 29 stadi generici. Il Bramall Lane è stato inserito in seguito alla promozione dello Sheffield United, garantendo che tutte le squadre della Premier League dispongano dei rispettivi stadi. Sono stati inoltre aggiunti tre nuovi stadi spagnoli: Estadio El Alcoraz (della SD Huesca), Campo de Fútbol de Vallecas (casa del Rayo Vallecano) ed Estadio José Zorrilla (casa del Real Valladolid).
Come parte di un ampio accordo di licenza, sono stati inclusi 13 nuovi stadi della Bundesliga e 2.Bundesliga. Questi includono la BayArena (sede del Bayer 04 Leverkusen), Mercedes-Benz Arena (sede del VfB Stuttgart), Red Bull Arena (sede della RB Leipzig) e Volkswagen Arena (sede del VfL Wolfsburg). Al gioco si aggiungono anche lo stadio Groupama, sede dell'Olympique Lyonnais nella Ligue 1, e la sede della finale della UEFA Champions League 2019-2020, lo stadio olimpico Atatürk.
Stadi con licenza
| Stadio                    | Squadra                 | Luogo                  |
| ------------------------- | ----------------------- | ---------------------- |
| Anfield                   | Liverpool               | Inghilterra (bandiera) |
| Emirates Stadium          | Arsenal                 | Inghilterra (bandiera) |
| Goddison Park             | Everton                 | Inghilterra (bandiera) |
| St. James' Park           | Newcastle               | Inghilterra (bandiera) |
| St. Mary's Stadium        | Southampton             | Inghilterra (bandiera) |
| Stramford Bridge          | Chelsea                 | Inghilterra (bandiera) |
| Vicarge Road              | Watford                 | Inghilterra (bandiera) |
| Selhurst Park             | Crystal Palace          | Inghilterra (bandiera) |
| London Stadium            | West Ham United         | Inghilterra (bandiera) |
| Old Trafford              | Manchester United       | Inghilterra (bandiera) |
| King Power Stadium        | Leicester               | Inghilterra (bandiera) |
| Etihad Stadium            | Manchester City         | Inghilterra (bandiera) |
| Vitality Stadium          | Bournemouth             | Inghilterra (bandiera) |
| Turf Moor                 | Burnley                 | Inghilterra (bandiera) |
| The Amex Stadium          | Brighton & Hove Albion  | Inghilterra (bandiera) |
| Carrow Road               | Norwich                 | Inghilterra (bandiera) |
| Villa Park                | Aston Villa             | Inghilterra (bandiera) |
| Molineux Stadium          | Wolverhampton Wanderers | Inghilterra (bandiera) |
| Tottenham Hotspur Stadium | Tottenham               | Inghilterra (bandiera) |
| Wembley Stadium           | Inghilterra             | Inghilterra (bandiera) |
| Bramall Lane              | Sheffield United        | Inghilterra (bandiera) |
| Stadium of Light          | Sunderland              | Inghilterra (bandiera) |
| KCOM Stadium              | Hull City               | Inghilterra (bandiera) |
| Loftus Road               | QPR                     | Inghilterra (bandiera) |
| Fratton Park              | Portsmouth              | Inghilterra (bandiera) |

## Campionati
- SAF
- HYUNDAI A-LEAGUE
- Ö. BUNDESLIGA
- PRO LEAGUE
- LIGA DO BRAZIL
- CAMPEONATO AFP PLANVITAL
- CSL
- LIGA DIMAYOR
- 3F SUPERLIGA
- PREMIER LEAGUE
- EFL CHAMPIONSHIP
- EFL LEAGUE ONE
- EFL LEAGUE TWO
- LIGUE 1 CONFORAMA
- DOMINO'S LIGUE 2
- BUNDESLIGA
- BUNDESLIGA 2
- 3.LIGA
- SSE AIRTRICITY LEAGUE
- SERIE A TIM
- CALCIO B[18]
- MEIJI YASUDA J1
- K-LEAGUE 1
- LIGA BBVA MX
- EREDIVISE
- ELITESERIEN
- PKO EKSTRAKLASA
- LIGA NOS
- LIGA I
- SAUDI PRO LEAGUE
- SCOTTISH PREMIERSHIP
- LALIGA SANTANDER
- LALIGA SMARTBANK
- ALLSVENSKAN
- RAIFFEISEN SUPER LEAGUE
- SÜPER LIG
- MLS

## Colonna sonora[19]
Non sono incluse le tracce Volta Football.
- Another Sky - "The Cracks"
- APRE - "Come Down"
- BJ the Chicago Kid (feat. Anderson .Paak) - "Feel The Vibe"
- Buscabulla - "Vámono"
- Cautious Clay - "Erase"
- Child of the Parish - "Before The Moment’s Gone"
- Colouring - "Oh My God!"
- Danay Suárez - "La Razón del Equilibrio"
- Dennis Lloyd - "Wild West"
- Dominic Fike - "Phone Numbers"
- Everyone You Know - "She Don’t Dance"
- Fieh - "Glu"
- Flume	ft. Vera Blue - "Rushing Back"
- Foals - "The Runner"
- Friedberg - "Go Wild"
- GoldLink ft. Maleek Berry & Bibi Bourelly - "Zulu Screams"
- half•alive - "RUNAWAY"
- Hot Chip - "Positive"
- Jai Paul - "He"
- Janice - "Hearts Will Bleed"
- JB Scofield - "Stretch It"
- Jevon - "Lil Zé"
- Judah & the Lion - "Why Did You Run?"
- JyellowL - "Ozone"
- Kamakaze x Massappeals ft. Morgan Munroe - "Last Night"
- Kojey Radical - "Where Do I Begin"
- Loyle Carner ft. Tom Misch - "Angel"
- Major Lazer (feat. J Balvin & El Alfa) - "Que Calor"
- Masego - "Big Girls"
- Milky Chance - "Fado"
- MNDR - "Save Me"
- Obongjayer - "Frens"
- P Money ft. Giggs - "Where & When"
- Pixx - "Funsize"
- ROSALÍA & Ozuna - "Yo x Ti, Tu x Mi"
- Sampa the Great - "OMG"
- Skepta - "Same Old Story"
- SOFI TUKKER - "Swing"
- Suzi Wu - "Highway"
- The Knocks & Kah-Lo - "Awa Ni"
- The S.L.P. ft. Little Simz - "Favourites"
- Tierra Whack - "Unemployed"
- TTRRUUCES - "I’m Alive"